# Вовчек, Иван Фомич
Иван Фомич Вовчек (1927 — ?) — заведующий кролиководческой фермой колхоза «Днипро» Каменского района Черкасской области Украинской ССР, Герой Социалистического Труда (1971).
Родился 22.11.1927 на территории современной Черкасской области Украины. 
Работал в колхозе в полеводческой бригаде, затем на молочно-товарной ферме.
В 1960 году перешел на недавно перед этим созданную кролиководческую ферму колхоза «Днепр» хутора Богдановка Каменского района. Через несколько лет был назначен её заведующим.
Наладил рациональное кормление самок и крольчат, выращивание самцов на племенные цели.
В 1970 году на ферме получено 21000 крольчат (в среднем по 21 на каждую самку), произведено 422 центнера крольчатины (по 22,7 центнера на 100 гектаров с/х угодий). Себестоимость центнера прироста составила 70,6 рубля, а рентабельность кролиководства — 122 %. Племенные кролики колхоза «Днепр» продавались в РСФСР, Белоруссию, Молдавию, Армению, Грузию. Кролиководство дало колхозу за год 52400 рублей чистого дохода.
За высокие производственные достижения колхоз был награжден орденом Трудового Красного Знамени, а заведующему кроликофермой Указом Президиума Верховного Совета СССР от 8 апреля 1971 года присвоено звание Героя Социалистического Труда с вручением ордена Ленина и золотой медали «Серп и Молот».
Продолжал работать на ферме, на базе которой была создана областная и республиканская школа передового опыта кролиководов, до конца 1980-х гг.
Награжден орденом Дружбы народов (06.03.1981), медалью «За трудовую доблесть» (22.03.1966).
Делегат XXV съезда КПСС.